# Bushy Park

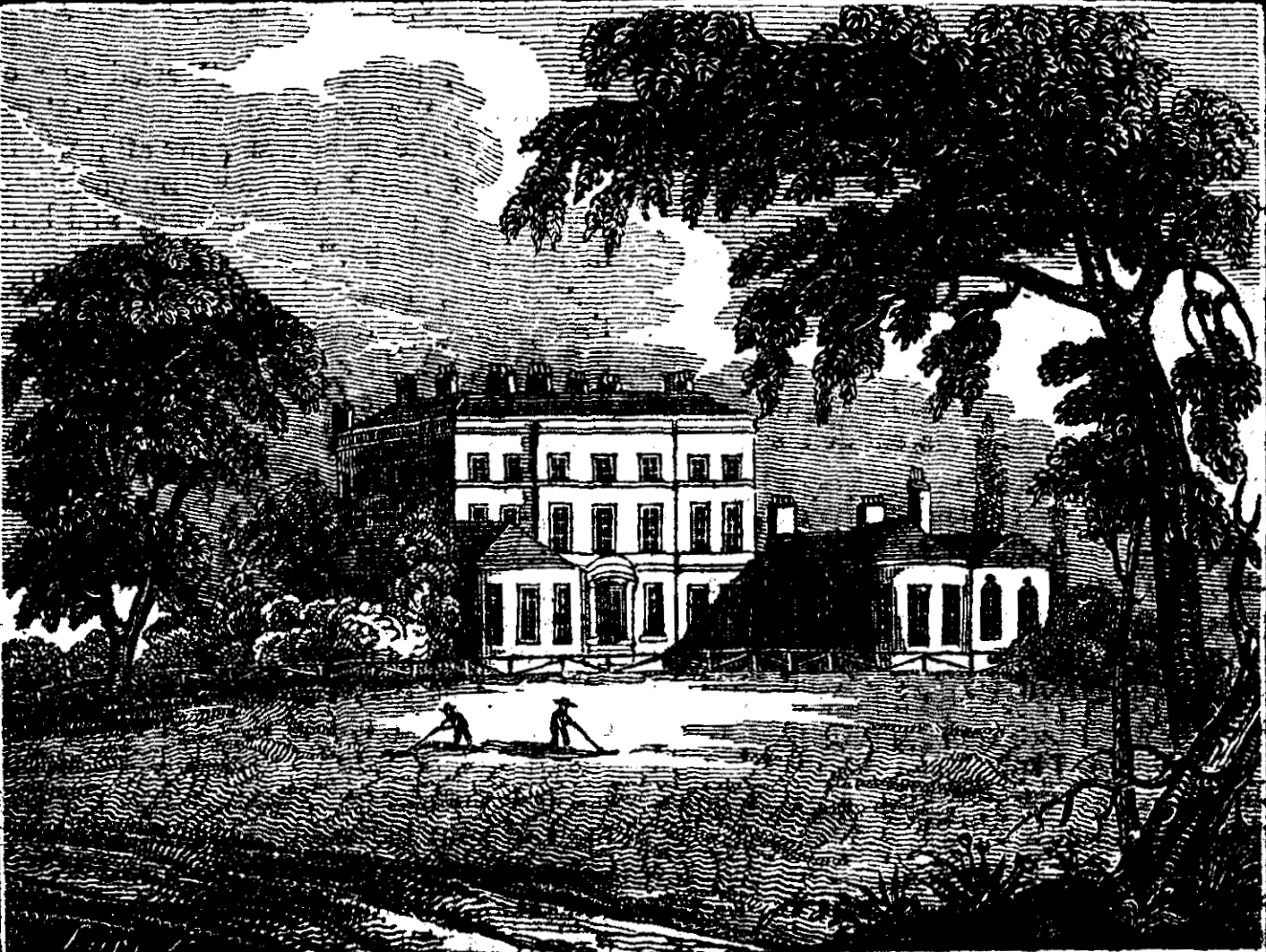
O Bushy Park, em ilustração de 1827.

O Bushy Park é o segundo maior dos Parques Reais de Londres. Está situado no sudoeste de Londres, no borough de Richmond upon Thames. As principais atividades do parque incluem a pesca, a canoagem nas lagoas, corridas de cavalos, plantação de árvores e plantas variadas e a preservação da fauna. No parque também está localizada a Bushy House.

## História
A área hoje entendida como Bushy Park data dos últimos 4.000 anos. Os registros arqueológicos encontrados no local remontam à Idade do Bronze. 
Quando o rei Henrique VIII tomou a propriedade de Hampton Court do cardeal Thomas Wolsey em 1529, ele também se apossou dos três parques que hoje compõem o Bushy Park: Warren Hare, Middle Park e Bushy Park. Um amante do esporte, o rei transformou o local em pontos de caça.
Seus sucessores, talvez menos envolvidos nas atividades esportivas tradicionais, acrescentaram  características pitorescas, incluindo o Rio Longford (localizado a 19 km do canal construído por Carlos I da Inglaterra para fornecer água para Hampton Court) bem como as várias lagoas dos parques. Durante este período também ocorreu a construção da principal via de acesso ao parque, a Chestnut Avenue. Esta avenida e a Arethusa 'Diana' Fountain foram desenhadas por Sir Christopher Wren como uma grande abordagem de Hampton Court.
O Parque é muito popular entre os habitantes locais, mas também atrai os mais distantes e os turistas. Desde o início do século XIX até a Segunda Guerra Mundial os londrinos comemoraram o Chestnut Sunday, quando eles viam a floração das árvores do Bushy Park. 

### Rangers
Na história do parque também são lembrados aqueles que serviram como Rangers(um cargo honorário, incluindo a longa permanência em Bushy House). Entre eles o mais lembrado é o  Rei Guilherme IV do Reino Unido, enquanto era Duque de Clarence (1797-1830). Para ganrantir que sua esposa e consorte, Adelaide de Saxe-Meiningen , pudesse residir na casa após a sua morte, o rei a nomeou como sua sucessora no cargo de Ranger.

### Guerras
Durante a Primeira Guerra Mundial, o Buhy Park serviu como sede do  King's Canadian Hospital, abrigando uma enfermaria para as crianças desnutridas. Durante a Segunda Guerra Mundial foi erguido no parque um memorial aos aliados do Dia D e homenageia os esforços do General Dwight D. Eisenhower.

## Esportes
Criando inicialmente para a prática esportiva, o Bushy Park hoje é sede do Teddington Rugby Club, Teddington Hockey Club, Cricket Club Royal, Hampton Wick e Hampton Hill Cricket Club. 
Durante o final dos anos 1800, foi implantado um moderno campo de hóquei no parque.